# 6629 Куртц
6629 Куртц (6629 Kurtz) — астероїд головного поясу, відкритий 17 жовтня 1982 року.
Тіссеранів параметр щодо Юпітера — 3,669.